# 킴벌리 엘리스
킴벌리 엘리스(Kimberly Elise, 1967년 4월 17일 ~ )는 미국의 배우이다. 《다이어리 오브 매드 블랙 우먼》(2005)으로 2006년 제37회 NAACP 이미지상 영화 부문 여우주연상을 탔다. 엘리스는 2023년까지 NAACP 이미지상에 총 10번 후보로 올랐으며, 그 가운데 수상까지 이어진 건 4번이다.

## 출연 작품

### 영화
- 셋 잇 오프 (1996)
- 비러브드 (1998)
- 베이트 (2000)
- 존 큐 (2002)
- 맨츄리안 켄디데이트 (2004)
- 다이어리 오브 매드 블랙 우먼 (2005)
- 그레이트 디베이터스 (2007)
- 도프 (2015)
- 데스 위시 (2018)
- 애드 아스트라 (2019) - 로레인 디버스 역

### 텔레비전
- 프라이빗 프랙티스 (2007)